# ТЕЦ Хуанън
ТЕЦ Хуаненг е голяма топлоелектрическа централа в Китай с планиран капацитет от 4840 MW.
До 2007 г. централата има инсталирани 2 енергоблока по 320 MW и 2 по 600 MW, с общ капацитет 1840 MW. ТЕЦ Хуаненг използва въглища, с КПД от 330,5 грама за всеки KWh.